# Popeștii de Sus
Popeștii de Sus è un comune della Moldavia situato nel distretto di Drochia di 1.784 abitanti al censimento del 2004